# Sonnenfinsternis vom 13. Juli 2075
Die ringförmige Sonnenfinsternis vom 13. Juli 2075 spielt sich größtenteils über
Europa, Nordafrika und Asien sowie der Arktis und dem Pazifik ab.
Das Maximum der Finsternis liegt in der russischen Region Krasnojarsk abseits jeder größeren Siedlung; die Dauer der Ringförmigkeit liegt dort bei 4 Minuten und 45 Sekunden.
Im deutschsprachigen Raum ist diese Finsternis, nach einer Pause von fast 76 Jahren, die erste zentrale Finsternis des 21. Jahrhunderts und zugleich die Erste einer Serie von acht zentralen Finsternissen, innerhalb der folgenden 76 Jahre.

## Verlauf
Die Sonnenfinsternis beginnt bei Sonnenaufgang im Nordwesten Spaniens. Die ringförmige Zone überstreicht das Mittelmeer und Südfrankreich mit der Insel Korsika sowie Monaco. Nachdem Italien und San Marino überquert wurden, liegen Österreich, Kroatien, Slowenien und der Norden von Bosnien und Herzegowina in der Zone der Ringförmigkeit. Ob der äußerste Norden Serbiens eben noch in der ringförmigen Zone liegen werden, ist derzeit ungewiss. Während Ungarn und die Slowakei nahezu vollständig in der Zone der Ringförmigkeit liegen, wird die Tschechische Republik knapp und Rumänien möglicherweise gar nicht von der Ringförmigkeit berührt. Anschließend zieht sich die Zone der Ringförmigkeit über den Südosten Polens, den Nordwesten der Ukraine und den Südosten von Belarus, bevor sie Russland als letztes Land in seiner vollen Länge überquert. Die Finsternis endet weit im Pazifik bei Sonnenuntergang.
Für diese Finsternis ergeben sich wegen deutlich unterschiedlicher Annahmen des Delta T (NASA: 146,8 s, CalSky: 75,7s) von 71,1s bei der Berechnung des konkreten Verlaufes der Totalitätszone, lokale Unterschiede. So erlebt Krakau bei der CalSky-Berechnung eine kurze Phase der Ringförmigkeit, während die NASA die Stadt deutlich außerhalb sieht.

## Orte in der ringförmigen Zone
| Land                    | Ort                    | Dauer  | Uhrzeit (UT) | Bemerkung          |
| ----------------------- | ---------------------- | ------ | ------------ | ------------------ |
| Spanien                 | Barcelona              | ca. 2m | 04:36        | [ Sichtbarkeit 1 ] |
| Frankreich              | Marseille              | 2m 11s | 04:36        | [ Sichtbarkeit 2 ] |
| Frankreich              | Saint-Tropez           | 3m 24s | 04:36        | [ Sichtbarkeit 2 ] |
| Frankreich              | Nizza                  | 3m 8s  | 04:36        | [ Sichtbarkeit 2 ] |
| Monaco                  | -                      | 3m 12s | 04:36        | [ Sichtbarkeit 2 ] |
| Frankreich (Korsika)    | Bastia                 | 3m 36s | 04:34        | [ Sichtbarkeit 2 ] |
| Italien                 | Genua                  | 3m 13s | 04:37        | [ Sichtbarkeit 2 ] |
| Italien                 | Pisa                   | 3m 59s | 04:35        | [ Sichtbarkeit 2 ] |
| Italien                 | Florenz                | 3m 51s | 04:35        | [ Sichtbarkeit 2 ] |
| Italien                 | Bologna                | 4m 0s  | 04:36        | [ Sichtbarkeit 2 ] |
| San Marino              | -                      | 3m 32s | 04:34        | [ Sichtbarkeit 2 ] |
| Italien                 | Venedig                | 3m 47s | 04:37        | [ Sichtbarkeit 2 ] |
| Italien                 | Triest                 | 4m 2s  | 04:37        |                    |
| Kroatien                | Rijeka                 | 3m 58s | 04:36        |                    |
| Kroatien                | Zagreb                 | 3m 51s | 04:37        |                    |
| Slowenien               | Ljubljana (Laibach)    | 4m 1s  | 04:37        |                    |
| Bosnien und Herzegowina | Bihać                  | 2m 8s  | 04:35        |                    |
| Österreich              | Klagenfurt             | 3m 29s | 04:38        |                    |
| Österreich              | Graz                   | 3m 35s | 04:39        |                    |
| Österreich              | Bad Radkersburg        | 4m 2s  | 04:38        |                    |
| Österreich              | Wien                   | 2m 4s  | 04:40        |                    |
| Slowakei                | Bratislava (Pressburg) | 3m 5s  | 04:40        |                    |
| Ungarn                  | Budapest               | 4m 4s  | 04:39        |                    |
| Slowakei                | Košice                 | 4m 9s  | 04:40        |                    |
| Polen                   | Rzeszów                | 3m 34s | 04:43        |                    |
| Ukraine                 | Lwiw (Lemberg)         | 4m 11s | 04:43        |                    |
| Belarus                 | Homel (Gomel)          | 3m 9s  | 04:48        |                    |
| Russland                | Brjansk                | 3m 32s | 04:50        |                    |
| Russland                | Moskau                 | 4m 11s | 04:43        |                    |
| Russland                | Jaroslawl              | 1m 49s | 05:00        |                    |
| Russland                | Nischni Nowgorod       | 2m 48s | 05:01        |                    |
| Russland                | Kirow                  | 4m 16s | 05:08        |                    |
| Russland                | Nojabrsk               | 4m 41s | 05:41        |                    |

1. ↑  Sonne geht ringförmig verfinstert auf.
2. 1 2 3 4 5 6 7 8 9 10 11  Sonne geht partiell verfinstert auf. Sonne steht tief

## Sichtbarkeit im deutschsprachigen Raum
Außerhalb der Zone der Ringförmigkeit ist die Finsternis im deutschsprachigen Raum im ganzen Verlauf als tiefe partielle Sonnenfinsternis sichtbar. Die geringste Verfinsterung wird im Norden in List auf Sylt mit knapp 72 % Bedeckung erreicht.
| Land        | Ort               | Bedeckung | Bemerkung                            |
| ----------- | ----------------- | --------- | ------------------------------------ |
| Schweiz     | Bern              | 84 %      | Sonne geht partiell verfinstert auf. |
| Schweiz     | Basel             | 83 %      | Sonne geht partiell verfinstert auf. |
| Österreich  | Salzburg          | 87 %      |                                      |
| Österreich  | Wien              | 88 %      | Ringförmig, s. o.                    |
| Deutschland | München           | 86 %      |                                      |
| Deutschland | Frankfurt am Main | 80 %      |                                      |
| Deutschland | Berlin            | 80 %      |                                      |
| Deutschland | Hamburg           | 75 %      |                                      |